# Человек, который спит
«Человек, который спит» (фр. Un homme qui dort) — французский драматический фильм 1974, срежиссированный Бернаром Кейзаном и Жоржом Переком, по одноимённой книге Перека 1967.
История концентрируется на безымянном студенте, к которому рассказчица обращается как "ты", который внезапно перестаёт посещать занятия, обрывает все связи с друзьями и пытается вести полностью отстранённую от всех жизнь. О его мысли рассказывают при помощи его дневника, который во французской версии зачитывает Людмила Микаэль, а в английской Шелли Дюваль. Его ощущения паранойи и клаустрофобии постепенно прогрессирует, пока он окончательно не приходит к выводу, что, не важно что он делает, жизнь всё равно бессмысленна. В итоге, он отказывается от изоляции и возвращается к обычной жизни.
Это режиссёрский дебют Бернара Кейзанна и Жоржа Перека. Сценарий дословно повторяет текст романа, хотя многие моменты были сокращены в угоду экранизации. Фильм практически был утерян, но в 2007 его восстановили и выпустили на DVD.
У фильма был небольшой успех у критиков, которые отмечали его психологизм и уникальную структуру. Фильм награждён Премией Жана Виго в 1974 году.

## Сюжет
Фильм рассказывает о молодом студенте (Жак Списсер, фр.) и его умственных изысканиях во время блужданий по улицам Парижа. На протяжении всего фильма протагонист не произносит ни слова.

## Производство

### Истоки
Ещё до того, как начали снимать этот фильм, Перек написал десятки неопубликованных сценариев для фильмов и много критических рецензий на фильмы. Он встретил своего партнёра, режиссёра Катрин Бине, в 1974, и это могло вдохновить его начать работу на собственным кино. Он встретился с Кейзанном примерно в то же время и они оба сблизились на фоне общей любви к Джерри Льюису, Билли Уайлдеру и к другим режиссёрам различных мелодрам, а также к французским режиссёрам Жоржу Франжю и Жану Гремийону. Кейзанн позже утверждал, что, несмотря на влияние, «Человек, который спит» не похож ни на одну работу этих авторов.
Перед началом производства, Перек и Кейзанн вместе пересматривали несколько раз «Хиросима, любовь моя», а Перек даже включил некоторые отсылки на неё в сценарий, несмотря на возражения Кейзанна.
Перек долгое время не хотел заниматься кино, поскольку он считал, что оно слишком сильно ориентировано на прибыль, говоря, что индустрия "подчинена стремлению к заработку денег, которое [...] в 99% случаев только сдерживает творчество".

### Пред-производство
Кейзанн представил фильм как "три разные работы: картинка, звук и текст — они образуют историю, которая вызывает эмоции", в то же время Перек описывал его как "полнометражное кино, где есть лишь один персонаж, при этом нет сюжета, нет событий, нет диалогов, только текст, зачитанный закадровым голосом". Они получили финансирование от компании Dovidis, которые были известны поддержкой крайне экспериментального кино. Помимо этого, у них получилось получить деньги от SATPEC, продюсерской компании, находящейся в Тунисе, родине Кейзанна.

### Съёмки
Съёмки проходили в Париже, преимущественно в однокомнатной квартире, которую арендовал главный герой. В этой комнате, он читал работы Раймона Арона и Анри Лефевра, двух любимых авторов обоих режиссёров. Он также бродил по полям и площадям, часто посещая дешёвые рестораны и кинотеатры. Ещё один местом съёмок был дом детства Перека на улице Вилен. Пара кинематографистов ещё намеревались снимать в Клиши, но отказались от этой идеи. Фильм сняли в ч/б, несмотря на то, что цветная плёнка была легкодоступной. Саундтрек написали Филлип Дрогоз и Эжени Кюффлер, работавшие вместе в кабаре ансамбле 010. Пусть большая часть и была снята в обычных местах, но ещё использовались декорации, выбивающиеся из реальности. Съёмки проходили на открытом воздухе, в том числе в заброшенные классы или пустых районах города. Перек в частности хотел использовать кадры, снятые на движущуюся камеру, ссылаясь на их влияние на его литературное творчество. Он ещё хотел изобразить окружение главного героя трёхмерным, упорядочив изображения и точки схода в каждом кадре.
Оператором был Бернар Цицерманн, для которого это была дебютная работа. Позже он стал снимать для многих известных режиссёров, в том числе Клода Шаброля. Фильм монтировали Андре Давантюр и Аньес Молинар, пытаясь сделать его плавным и цикличным, завершив на том же кадре, с которого и начинался, и используя медленные перекрёстные наплывы для перехода между кадрами.

### Дистрибуция
Фильм выпустили в кинотеатрах 24 апреля 1974. Потом его восстановили и выпустили на DVD в 2007, вместе с копиями оригинального сценария.

## Приём

### Реакция критиков
«Человек, который спит» получил положительные отзывы от немногочисленного аудитории. Фильм наградили Премией Жана Виго в 1974. Фильм показывали вне конкурса на Каннском кинофестивале 1974.